# Jemelle
Jemelle is een dorp in de Belgische provincie Namen en een deelgemeente van de stad Rochefort. Jemelle ligt zo'n drie kilometer ten oosten van het stadscentrum van Rochefort, aan de samenvloeiing van de riviertjes de Wamme en de Lhomme.

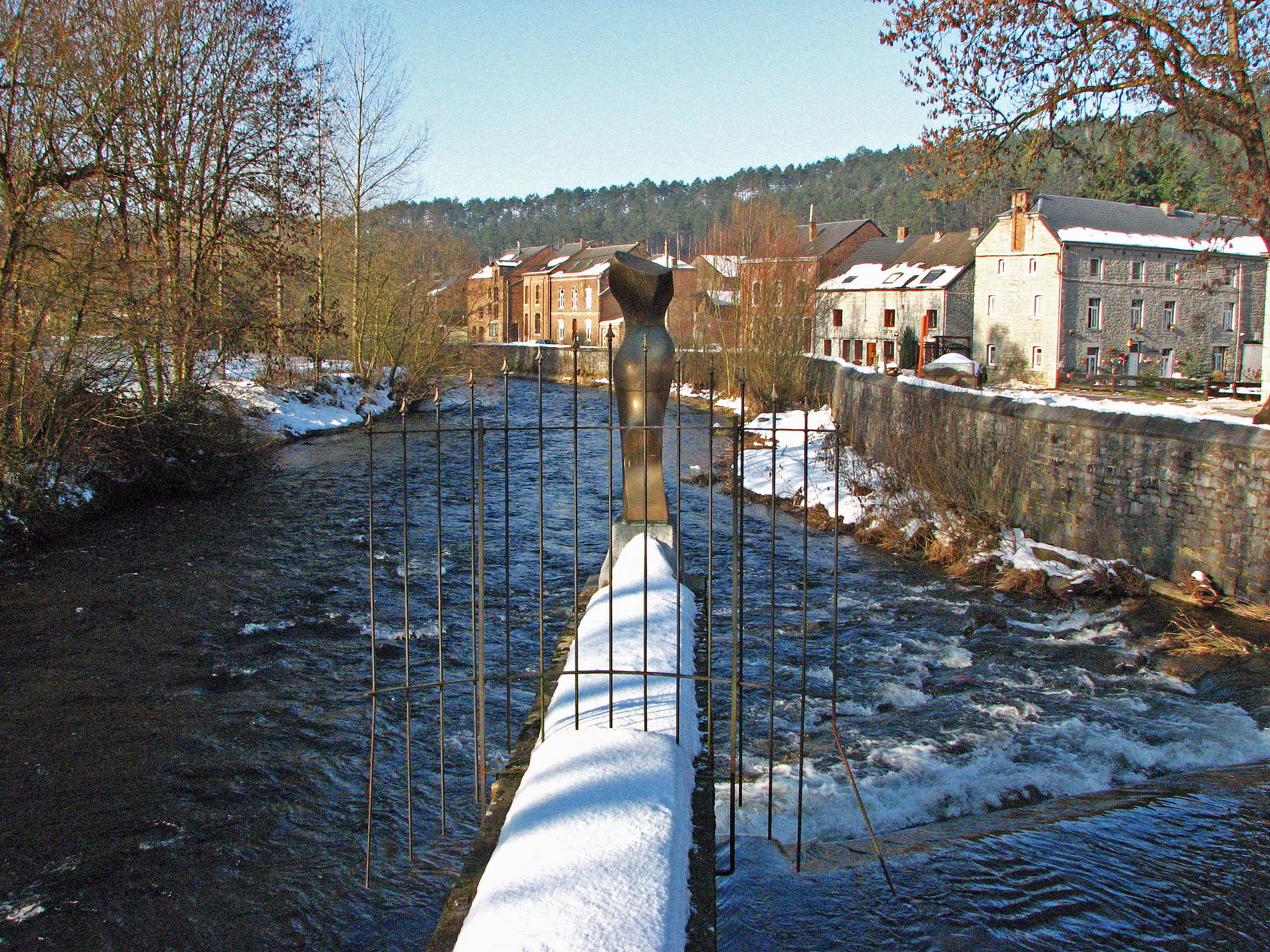
De samenvloeiing van de Wamme en de Lhomme te Jemelle

## Geschiedenis
Volgens een legende zou de naam bedacht zijn door de dochter van de Heer van Rochefort en een verbastering zijn van "je me mêle", wat "ik vermeng me" betekent. Dit zou geschreven zijn als "Jememelle", en later verkort tot "Jemelle".
De gemeente werd in 1813 opgeheven en Jemelle kwam bij Rochefort. In 1819 werd de gemeente weer opgericht. In 1977 werd Jemelle een deelgemeente van Rochefort.

## Demografische ontwikkeling
- Bronnen:NIS, Opm:1831 tot en met 1970=volkstellingen, 1976= inwoneraantal op 31 december

## Bezienswaardigheden
- Centre du Rail et de la Pierre
- Steengroeve Lhoist
- Dolmen van Lamsoul (bedekt)

## Verkeer en vervoer
In het dorp bevindt zich het Station Rochefort-Jemelle langs spoorlijn 162.
Deelgemeenten: Ave-et-Auffe · Buissonville · Éprave · Han-sur-Lesse · Jemelle · Lavaux-Sainte-Anne · Lessive · Mont-Gauthier · Rochefort · Villers-sur-Lesse · Wavreille

Overige dorpen en gehuchten: Auffe · Ave · Belvaux · Briquemont · Forzée · Frandeux · Génimont · Hamerenne · Havrenne · Jamblinne · Laloux · Navaugle · Vignée

Belgische gemeenten · arrondissement Dinant · provincie Namen · Wallonië